# Dialetto alatrense

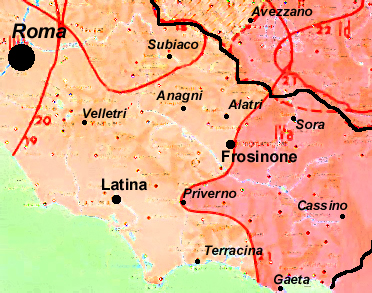
Situazione linguistica del Lazio meridionale: in rosa i dialetti mediani (romanesco, laziale centro-settentrionale, sabino), in magenta i dialetti meridionali (laziale meridionale -IVa-, campano, abruzzese occidentale

Il dialetto alatrense o alatrese è una parlata appartenente al gruppo del dialetto laziale centro-settentrionale diffuso nella città di Alatri e nel territorio circostante, in provincia di Frosinone, nel Lazio.
Tradizionalmente si colloca, essendo una ramificazione del dialetto laziale centro-settentrionale, nel gruppo dei dialetti mediani. In realtà esso presenta innumerevoli caratteristiche tipiche dei dialetti meridionali (come la presenza dello scevà). Difatti il comune di Alatri ricade (insieme a quelli di Frosinone, Veroli, Sora) nella cosiddetta zona di interscambio linguistico tra i due gruppi.
L'alatrese fu studiato a fine Ottocento dal linguista Luigi Ceci, nativo della città, che ha realizzato il saggio Vocalismo del dialetto d'Alatri, e dal filosofo, scrittore e sacerdote Igino da Alatri, anch'egli nativo, autore di Alatri e il suo vernacolo.

## Caratteristiche mediane
Non esistono caratteristiche esclusive dei dialetti mediani (ovvero non in comune con i dialetti meridionali) che si rinvengano nel dialetto alatrense.

## Caratteristiche comuni mediane e meridionali
- Metafonesi (ad esempio, "nirô" per "nero", ma "néra" per "nera"); ad Alatri è presente la cosiddetta metafonesi sabina, che Giacomo Devoto identifica con un tipo di metafonia per cui le vocali mediane metafonizzate (per -ī e -ŭ preromanze) ié e uó si contraggono in é ed ó (ad esempio, "bónô" per "buono", "bello", "témpô" per "tempo"); a testimonianza della progressione graduale verso i dialetti laziali meridionali, nella confinante Frosinone si rinviene una prevalente metafonesi sabina ma con esempi di metafonesi napoletana ("bònô", "tiémpô"), pochissimo più a sudest (Ripi) prevale la metafonesi napoletana ("buònô", "tiémpô"); spostandosi verso nordovest si ha invece solo metafonesi sabina (Anagni, Fiuggi, Ferentino);
- Assimilazione progressiva dei nessi consonantici [nd] → [nn] e [mb] → [mm] (ad esempio, "munnézza" per "immondizia", "ciammèlla" per "ciambella" );
- Assimilazione progressiva dei nessi consonantici [ld] → [ll] e [ndʒ] → [ɲɲ] (ad esempio, "callô" per "caldo", "magnà" per "mangiare");
- Apocope degli infiniti (ad esempio, "giucà" per "giocare");
- Enclisi dell'aggettivo possessivo (ad esempio, "màmmêta" per "tua madre", "sòrêta" per "tua sorella");
- Neutro di materia, fenomeno per il quale si ha un terzo genere per i nomi di sostanze e il loro relativo articolo (ad esempio, "lô uinô" per "il vino", diverso da "gli pèdê" per "il piede");
- Costruzione "ì" ("andare") + gerundio per le azioni durative (ad esempio, "chê uò facènnô?", "che vanno facendo?");
- Uso della preposizione "da" o "a" tra l'infinito modale e "dovere" (ad esempio, "tengô da ì" per "devo andare");
- Tendenza a rendere /b/ come /v/ e /v/ come /w/ quando in posizione iniziale (ad esempio, "ócca" o "vócca" per "bocca", "uastónê" per "bastone"); tuttavia i due fenomeni non si manifestano regolarmente ("bròcchi" per "broccoli", "biatô" per "beato");
- Sonorizzazione delle consonanti sorde dopo consonante nasale e /l/ (ad esempio "sembrê" per "sempre", "candô" per "canto");

## Caratteristiche meridionali

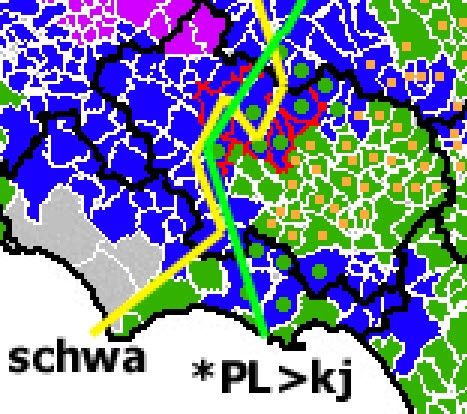
Carta linguistica del Lazio meridionale
l'area di interscambio linguistico è bordata in rosso e comprende i comuni di Alatri, Frosinone, Collepardo, Veroli, Boville Ernica, Monte San Giovanni Campano, Castelliri, Isola Liri e Sora
- Merlo C., Fonologia del Dialetto di Sora. Romano N., L'area di interscambio fra i dialetti centrali e quelli meridionali in Ciociaria. ALI - Atlante Linguistico Italiano. Pellegrini G. B., Carta dei dialetti d'Italia

- Indebolimento delle vocali atone che confluiscono nella vocale indistinta /ə/, segnata con un circonflesso (ad esempio, "mê rêcordô" per "mi ricordo"); questo fenomeno spesso non riguarda la -a finale che in genere rimane salda, come nelle Marche meridionali e nell'Aquilano (ad esempio "bónô" per "buono" ma "bòna" per "buona"), così come la -i che invece spostandosi immediatamente a sud e a est diventa muta; in altri casi più rari anche la -a si velarizza ("munnezzâ" per "immondizia");
- Alterazione di /l/ nei nessi latini ⟨LT⟩, ⟨LC⟩, ⟨LD⟩, ⟨LS⟩, ⟨LZ⟩ (ad esempio, "curtégli" per "coltello", "dóci" per "dolce", "callô" per "caldo", "sciullìi" per "sciolsi", "scàuzô" per "scalzo");
- Metatesi di /r/ (ad esempio, "crapa" per "capra");
- Raddoppiamento fonosintattico (ad esempio, "jé só (f)fattô" ma "issô hà fattô");
- Tripartizione dei dimostrativi ("chistô" o "chissô" per "questo", "chigli" per "quello" e "chessô" per "codesto");
- Condizionale in -ìa (ad esempio, "faciarìa" per "farei", "jarìa" per "andrei");
- Accusativo preposizionale (ad esempio, "biatô a issô" per "beato lui");
- Sostituzione del futuro col presente indicativo; in alatrense il futuro è usato solo nelle frasi che esprimono probabilità (ad esempio "fórcia gli sarai missô allocô 'n cima" , "forse l'avrò messo là sopra");

## Grammatica

### Articoli
|                     | Determinativo | Indeterminativo |
| ------------------- | ------------- | --------------- |
| Maschile singolare  | Gli           | Nô              |
| Femminile singolare | La            | Na              |
| Neutro singolare    | Lô            | Nô              |
| Maschile plurale    | Gli           | Cérti           |
| Femminile plurale   | Lê            | Cèrtê           |

### Lessico
La seguente tabella è basata su quella stesa da Avolio nel 1995 dove si mettevano a confronto termini napoletani, lucani e abruzzesi con l'intento di dimostrare l'unità lessicale del meridione. È stata aggiunta una colonna con i termini in alatrense, dalla quale si denota come questi siano in sostanza molto simili a quelli dei dialetti meridionali presi in considerazione.
| Italiano       | Napoletano      | Lucano      | Abruzzese   | Alatrense             |
| -------------- | --------------- | ----------- | ----------- | --------------------- |
| accendere      | appiccià        | appêccià    | appiccià    | appiccià              |
| adesso         | mo              | mo          | mo          | mó                    |
| albero         | arvulo / arbero | chiàndâ     | piàndâ      | arbri                 |
| anche          | puro            | purê        | purê        | purê                  |
| andare         | ire / ì         | scì         | ì           | ì                     |
| avere          | tené            | têné        | têné        | têné                  |
| bene           | buono           | bùônô       | bónô        | bònô                  |
| cieco          | cecato          | cêcatô      | cêcàtô      | cicàtô                |
| cimitero       | campusanto      | càmbôsandô  | cambôsàndô  | cammusandô            |
| comprare       | accattà         | accattà     | accattà     | cumbrà / accattà      |
| donna          | fémmênâ         | fémmênâ     | fémmênâ     | fémmêna               |
| dove           | addove / addó   | 'ndó        | duà         | andó / addó / 'ndó    |
| dovere (verbo) | avé a           | avé a       | têné a      | têné da / têné a      |
| duro           | tuóstô          | tùôstô      | tòštô       | tóstô                 |
| fabbro         | fêrràrô         | fêrrarô     | fêrràrô     | fêrarô                |
| gamba          | gamma / cosciâ  | còssâ       | còssâ       | còssa                 |
| gregge         | mórrâ           | mórrâ       | mòrrâ       | grèggê                |
| impiccato      | 'mpisô          | 'mbisô      | 'mbisô      | appisô / appiccàtô    |
| lavorare       | faticà          | faticà      | fatià       | faticà / laurà        |
| maggiore       | chiù gruóssô    | chiù grannê | chiù gròssô | chiù grussô           |
| magro          | siccô           | siccô       | séccô       | siccô                 |
| meglio         | chiù megliô     | chiù mègliô | chiù mèjô   | mégli                 |
| mio fratello   | fratêmô         | fratêmô     | fratêmô     | fràtêmô               |
| neanche        | mancô / mangô   | mangô       | mangô       | mancô / mangô         |
| nessuno        | nisciunô        | nisciunô    | niciunô     | niciunô               |
| nonno          | tatónê          | tattarannô  | tatónê      | nonnô / tatónê        |
| patate         | patanê          | patanê      | patanê      | patatê                |
| prendere       | piglià          | piglià      | pijà        | piglià / tòllê        |
| quest'anno     | auannô          | auannô      | auannô      | uannô                 |
| risparmiare    | sparagnà        | sparagnà    | sparagnà    | sparagnà              |
| sabbia         | aréna / réna    | rénâ        | rénâ        | réna                  |
| saltare        | zompà / zumpà   | zumbà       | zumbà       | zumbà                 |
| scherzare      | pazzià          | pazzijà     | pazzià      | pazzïà                |
| scotta         | còcê            | còcê        | cócê        | còci                  |
| seduto         | assêttatô       | assêttatô   | assêttatô   | assìsô / assittàtô    |
| so (verbo)     | saccio          | sacciô      | sacciô      | sacciô                |
| topo           | sóricê          | sórêcê      | sórgê       | surci / surgi / surgê |
| voglia         | vulìô           | vulìô       | vulìô       | fantasia / uòglia     |

### Verbi
Presente indicativo dei verbi "essê" ("essere"), "têné" ("avere"), "ì" ("andare"), "sapé" ("sapere") e "durmì" ("dormire").
| Essere (essê) | Avere (têné) | Andare (ì) | Sapere (sapé) | Dormire (durmì) |
| ------------- | ------------ | ---------- | ------------- | --------------- |
| Jé só         | Jé tengô     | Jé uadô    | Jé sacciô     | Jé dórmô        |
| Tu sì         | Tu té        | Tu uai     | Tu sai        | Tu dòrmi        |
| Issô è        | Issô tè      | Issô uà    | Issô sà       | Issô dórmê      |
| Nua sémô      | Nua tênamô   | Nua jamô   | Nua sapémô    | Nua durmamô     |
| Ua sétê       | Ua tênatê    | Ua jatê    | Ua sapétê     | Ua durmatê      |
| Issi só       | Issi tétônô  | Issi uò    | Issi sò       | Issi dòrmênô    |

## Letteratura
Tra le opere scritte in dialetto alatrense si annovera una traduzione di episodi scelti de I promessi sposi, realizzata ad inizio Novecento da padre Igino da Alatri, corredata anche di grammatica, riscoperta e pubblicata solo nel 2017. Lo stesso padre Igino ha pubblicato anche altri testi in dialetto alatrense, tra cui S. Francesco in Alatri (Isola Liri, 1929), Guida della chiesa della Ss. Concezione dei cappuccini di Roma (Tivoli, 1930), Alatri e il suo celeste patrono (Veroli, 1932), Breve storia di S. Sisto (Frosinone, 1932), Atti del II convegno laziale del III ordine (Veroli, 1921), Atti del convegno dei dirigenti del T.O.F. (Roma, 1946) e il sopraccitato Alatri e il suo vernacolo, pubblicato nel 1986 dopo tre anni di trascrizione dai manoscritti originali dall'Archeoclub di Alatri e ristampato nel 2022.